# 黄柳霜
黃柳霜（英語：Anna May Wong，1905年1月3日—1961年2月2日），又名安娜·梅·黃，首位美籍華人好萊塢影星，同时也是第一个获得国际声誉的亚裔美籍女演员。她的职业生涯漫长且丰富，演艺事业跨越了默片、有声片、电视剧、舞台剧以及广播剧。在荷里活星光大道佔有一席位置，是李小龍、成龍、陸錫麟、劉玉玲以外的五位華人之一，更是首位在好萊塢留星的華人女星，位置在藤街1708號。
出生於洛杉磯唐人街附近的黃柳霜是當地的第三代美籍華人，祖籍廣東台山。她的祖父母和外祖父母在1855年已经来到加州淘金，她的父母都是在美國土生土長的華人，她父親黃三盛（Wong Sam Sing）和母亲黃李氏在唐人街附近經營一家洗衣店。黃柳霜在家中八個孩子中排行老二。
她在1919年的《紅燈照》中只是個寂寂無聞的小演員。她在1921年的《人生》中首次出現於演員表字幕。1922年，她憑著首部以特藝七彩技術拍攝的《海逝》一炮而紅。其後她代表作還有1929年的《唐人街繁華夢》、與玛莲娜·迪特里茜大演對手戲的《上海快車》（Shanghai Express）、正面華人形象的1937年《上海女兒》（Daughter of Shanghai）及1942年《重慶英烈》、艷驚歐洲的《愛比刀更利》和《人海浪蝶》，及1931年的《龍女》。 
1935年，薛尼·富蘭克林開拍《大地》，米高梅拒絕了黃柳霜擔當女主角，反而讓德國女演員露易絲·雷娜（Luise Rainer）擔當這個黃皮膚的角色，讓她非常失望。翌年，她到中國旅遊並且到她的故鄉探望父親，學習中國語言及中國文化，更跟隨梅蘭芳學習京劇。1930年代末，她返回美國為派拉蒙電影公司的B級片飾演一些擁有正面性格的角色。在《上海女兒》與《重慶英烈》（1942）中，分別演活一個真正有智有謀的女英雄及充滿愛國氣節的女子。
在第二次世界大战期间，她淡出影视圈，专注于支援中国的抗战，战后则恢复演艺事业。1951年，她開始擔綱美國的電視連續劇《柳霜女士的藝廊》（The Gallery of Madame Liu-Tsong）。
當她計劃參與《花鼓歌》的演出卻不幸於1961年逝世，享年56歲。在她离世后的数十年里，黄柳霜留给世人的记忆主要是西方人眼中典型而被扭曲的东方形象“龙女”或是她经常饰演的“蝴蝶夫人”式角色。直到黄柳霜诞辰一百周年之际，在三部主流文学作品及她的电影回顾展中，她的生平和演艺事业得到重新评价。人们对黄柳霜生平故事的兴趣仍在持续，又一部关于她的传记于2009年出版。2022年，黃柳霜的人物肖像成為了2022年至2025年版本的美元硬幣25美分的美国女性25美分系列成員，其為入選美國流通的25美分硬币人物之一。她亦是首位肖像出現在現鈔美元硬幣上的亞裔美國人。

## 早年生活
1905年1月3日，黄柳霜出生在洛杉矶唐人街北面的花街，那裏是中国人、爱尔兰人、德国人以及日本人混合居住的街区。黄家有8个孩子，黄柳霜排行第二。她的父亲黄三盛与第二任妻子在洛杉矶开洗衣铺以维持生计。
黄柳霜的父母都是第二代美籍华人，她的祖父母和外祖父母早在1855年就已经来到美国定居。黄的祖父来自广东台山附近的一个小村庄，于1853年来到美国。他是个商人，在加州普萊瑟縣的淘金矿区密歇根布拉夫斯拥有两家店铺。黄的父亲（黄三盛）年轻时常往返于中美两国，他在中国娶了第一任妻子，并于1890年有了一个儿子。19世纪90年代末，黄三盛回到美国。1901年，他娶了第二个太太，也就是黄柳霜的母亲，同时他仍然供养着中国的妻儿。黄柳霜的姐姐柳英（Lulu）出生于1902年12月，1905年黄柳霜出生，其后还有5个孩子陆续降生。
1910年，黄家搬到菲格羅亞街，他们是那个街区里的唯一一户中国家庭，周围邻居大多是墨西哥人和东欧人。新居与唐人街隔着两座小山坡，这使得黄柳霜脱离全华人环境而融入美国文化中。最初她和姐姐一起在公立学校就读，但是由于当时的种族歧视，姐妹俩在学校常遭到其他同学的嘲弄欺负，于是父母将她们转入华人长老会教会学校。学校里仍以英文授课，黄柳霜则利用下午和星期天的时间到設在五旬節派教堂的中文学校学习汉语。

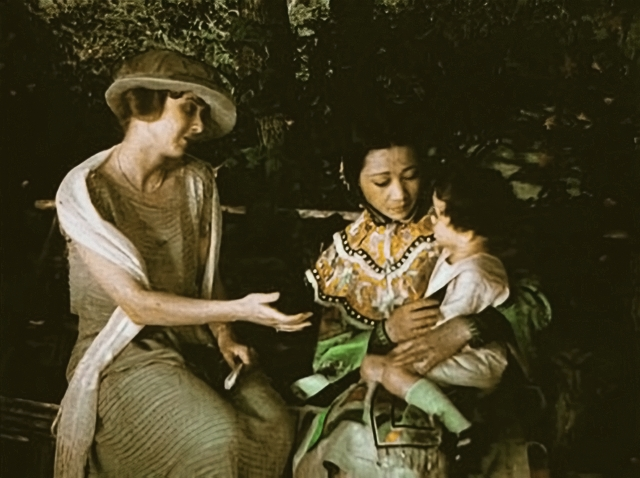
首部以特藝七彩技術拍攝的《海逝》（The Toll of the Sea）電影劇照

大约与此同时，美国的电影产业开始从东岸西迁至洛杉矶一带。时常会有电影在黄家所住的街区及其附近取外景。黄柳霜开始去五分钱影院，她很快就迷上了好莱坞电影，于是开始逃学，并且省下午饭钱去看电影。她父亲对她的这一爱好很不满，认为这影响了她的学业，但黄柳霜决心无论如何都要从事电影事业。9岁时，黄柳霜由于常恳求导演们让她饰演角色，从而获得了“C.C.C”的绰号，即“好奇的中国娃娃”的英文首字母。到11岁时，黄柳霜开始使用艺名Anna May Wong参与演出，这个名字是由她的英文名和中文姓氏组成的。

## 早期生涯

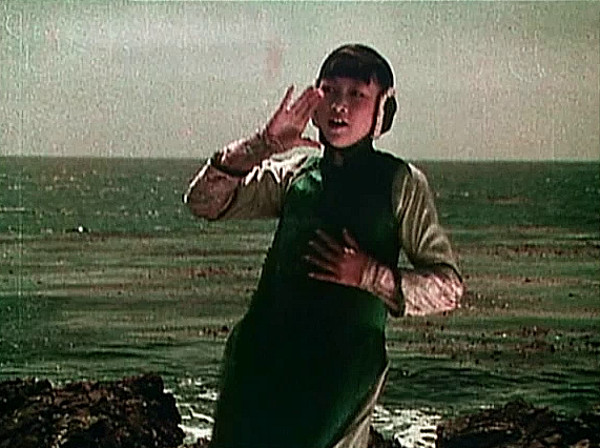
黄柳霜在早期特艺七彩电影《海逝》中的剧照

黄柳霜在好莱坞的巴黎市百貨公司工作时，由公司投资，艾拉·娜兹莫娃指导的电影《紅燈照》（The Red Lantern, 1919）正巧需要300个女孩子作为群众演员。该电影公司的一个客户同时也是黄柳霜父亲朋友，介绍她在电影中出演了一个拿灯笼的女孩子的小配角，当时黄柳霜的父亲并不知晓此事。
在接下来的两年时间里，黄柳霜在许多电影里跑起了龙套，甚至在普里西拉·迪安和科琳摩尔的电影中都有出镜。但不久后黄柳霜患上了“舞蹈病”，不得不休学数月。病痛的折磨几乎使她精神崩溃，所幸她的父亲寻到一名老中医，用金幣刮痧将她治愈，但她後來說療效來自她討厭這種療法。其他中国的思想例如儒家、道家思想、老子学说对黄柳霜的人生观影响至深。黄家人还信奉基督教中的长老教派，因此黄柳霜在成年后曾一度是基督教精神疗法的拥护者。
1921年，在洛杉矶中学念书的黄柳霜决定为理想放弃学业，立志成为一名演员。她在1931年接受电影杂志的采访时回顾了当年这一举动，她说：“我作出那个决定的时候年龄还很小，但那时我就知道正因为我年轻，我输得起，所以我决定给自己10年的时间来奋斗，成为一名成功的女演员。”

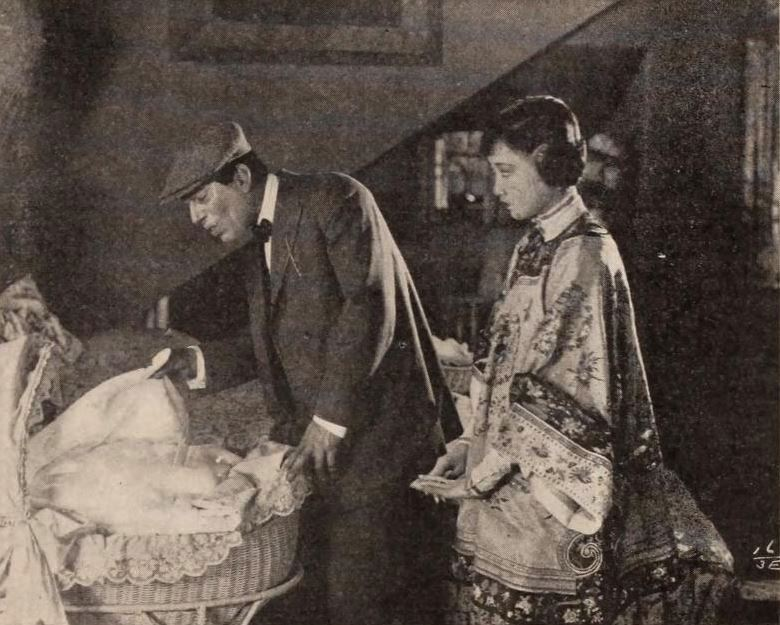
《人生》中的黄柳霜

黄柳霜第一次以正式演员的身份出演的电影是在1921年的《人生》中，饰演朗·钱尼的妻子李宝宝。她曾不无怀念的回忆说这是她唯一一次饰演了一位妈妈。她在这部影片中出色的表现让她登上了英国电影杂志的封面。
随后年仅17岁的黄柳霜在首部以特艺七彩技术拍摄的影片《海逝》中担任女主角并一炮而红。这是一个弗朗西斯马里恩所著，有着蝴蝶夫人式情节的故事。影片上映后，多家杂志社高度赞扬了黄柳霜在影片中“极为惊艳”的表现。《纽约时报》评论说：黄小姐在影片中的表现恰如其分的唤起了观众对于她所饰演的角色应有的同情。而其角色之复杂，演员中亦是十者有九难以诠释，而黄小姐则恰是那第十人。她未有在镜头前“演”的作态，尺寸拿捏得当，收放自如。我们应期待她将有更多的精彩作品。
虽然各界评论都看好黄柳霜，她仍因肤色缘故难以在好莱坞导演们心目中获得女主角的地位。活动影像博物馆馆长戴维·舒瓦茨曾评论道：“她为好莱坞建立了新的演员标准，好莱坞却不知如何应对。”接下来数年时间黄柳霜游走在洋溢着“异国风情”的配角间，如在《托德布朗宁漂流记》（1923）中饰演妃子一角。黄柳霜的名气使她在电影中短暂的出镜成为了电影商们推行自己电影的利器。即便如此黄柳霜仍对自己的电影生涯保有乐观的态度，1923年时她曾说：“电影业的发展势头正好，我也已适应演员的生活。偶尔的挫折并非坏事，它们可以让我反思自己，并且更加独立。”

## 成名
19岁的黄柳霜获得了在道格拉斯·范朋克的奇幻电影《巴格達大盜》中饰演一名蒙古女奴角色的机会。这个戏份不多的常规“龍女”角色却吸引了观众和评论家们的注意，更使得电影取得了超过200万美元的票房成绩。
这是黄柳霜演艺生涯中第二个高峰，此后她搬离自小长大的家庭，开始独居生活。深知尽管自己生于加州长于加州，美国人仍将自己视为“异乡人”这个事实，黄柳霜开始结交圈中朋友。1924年3月，黄柳霜计划拍摄有关中国神话传说的电影，她与合伙人签订了建立“黄柳霜电影公司”的协议，却在不久后发现合伙人生意上并不老实。她起诉了合伙人，成立公司的计划却也无奈的流产了。
美国1850年通过的《反异族通婚法》是黄柳霜电影事业上的另一个阻碍，根据该法，她无法在螢幕上与任何欧美男演员接吻。而默片时代美国唯一稍有名气的亚裔男演员只有早川雪洲。彼时东方角色通常由白人饰演，因此，除非能有与之搭档的亚裔男主角，否则黄柳霜绝无可能出演女主角。
隨著「蛇蠍美人」的刻板印象在電影界日益流行，黄柳霜繼續扮演充滿異國風情的配角。1924年她於《阿拉斯加人》中扮演愛斯基摩人，回到洛杉磯演出《彼得潘》中的美國原住民虎蓮公主一角。此后一段时间黄柳霜都只能接到B级电影里的配角，此类形象往往褒贬不一。往昔的辉煌让黄柳霜对现状愈发失望，她开始思索新的出路。1925年初她同一些明星一起举办歌舞杂耍巡演。但巡演成绩不如人意，他们只好一道重返好莱坞。

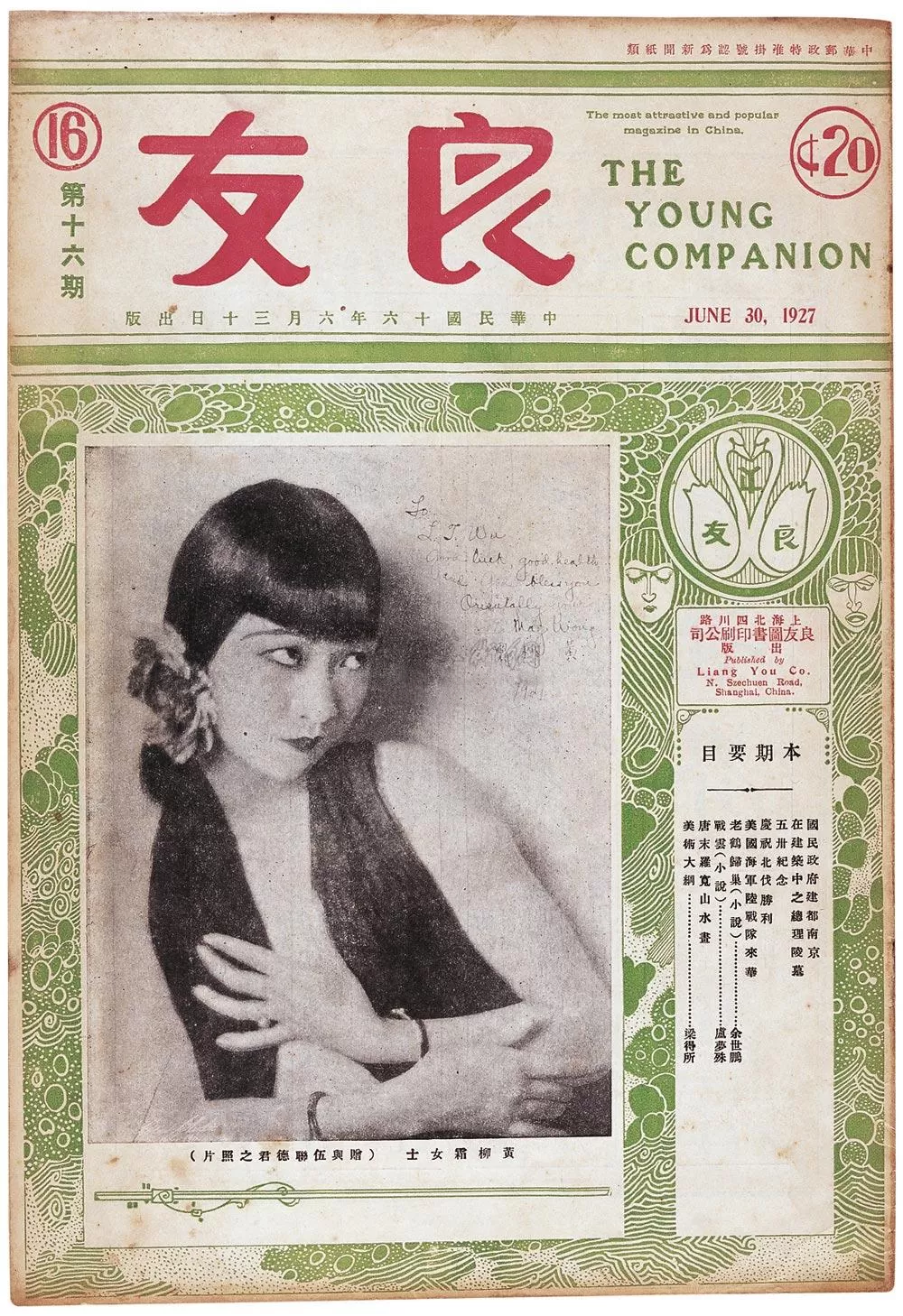
1927年《良友畫報》封面上的黄柳霜

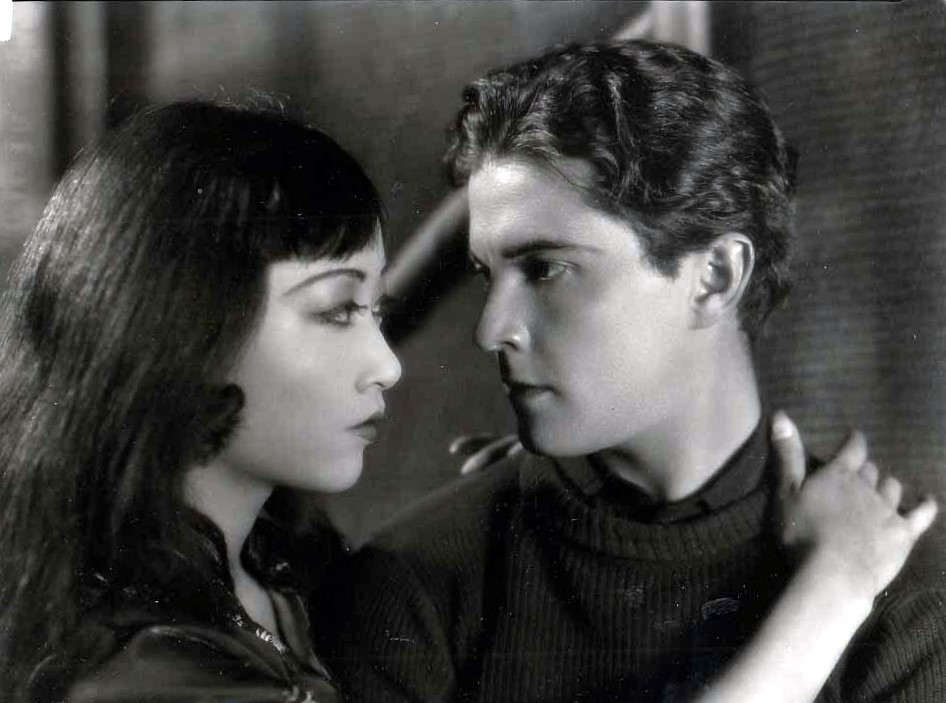
1928年《駛向新加坡》劇照

1926年，黄柳霜随诺玛·塔尔梅奇参加了好莱坞中國戲院的動工典礼，她为该剧院安上了第一颗铆钉。但她始终未曾获得在剧院水泥地上留下手印脚印的殊荣。这一时期中她的代表作有由其主演的《武先生》（1927年）和《丝绸花束》（1926年），后被改名为《龙马》於1927年发行。《龙马》是第一部由华人投资的美国电影，旧金山中華公所出品。电影以中国明朝为故事背景，角色都由亚洲人扮演。
然而，在《巴格達大盜》成功之后的好几年里，黄柳霜出演的角色无非就是一成不变的，天真且自我奉献的“蝴蝶女”或是诱人而危险的“龙女”。在由艾伦·克罗斯兰为华纳兄弟拍摄的 《旧金山往事》（1927年）中，黄柳霜的角色仍是换汤不换药的“龙女”——饰演了一个土匪的女儿。

## 移居欧洲
她厌倦了总是在影片中担任千篇一律的同类角色，而好莱坞只會選非亚裔演员来演华人角色，她於1928年决定离开好莱坞，动身去欧洲。她在1933年接受《电影周报》的记者Doris Mackie采访时，表達了对于自己在好莱坞所扮演角色的不满。“他们只让我演那些角色，我真是烦透了。”谈到自己的东方脸，她说：“好莱坞似乎容不下我，因为對於那些华人角色，制片人宁可让匈牙利人、墨西哥人，或美洲印第安人来扮演，而不让真正的华人来演。”
在欧洲，黄柳霜开始在一些诸如《爱比刀更利》（又译：宋、生活秀）《蒙特斯佩托利：城市蝴蝶》（又译：路面蝴蝶）等知名电影中担綱主演。在德国评论家对《宋》的反应后，《纽约时报》报道说黄“受到人们的拥护和支持，不只因为她是一名富有卓越才华的女演员，还因为她惊人的美貌。”该报道指出德国人把黄在美国的从影经历抛到了脑后：“柏林的批评家们，毫无异议地对这部片子的主演和电影本身给予了嘉奖，却连柳霜的美籍身份提都没提。他们只提到了她的中国血统。”在维也纳，她讲着一口流利的德语，在轻歌剧《春池》中出演了同名角色。一位奥地利的批评家写到：“黄完美地掌控了观众的情绪，这部原本不怎么引人注目的悲剧被她的表演诠释得非常动人，而她也成功地完成了具有相当难度的德语台词的部分。”
在德国的日子里，黄和莱尼·里芬斯塔尔成了形影不离的挚友。在她一生中所拥有几个女性朋友中，有玛莲娜·迪特里茜和塞西爾·坎寧安，她因此而传出了有损她公众名声的同性恋绯闻。这些流言，尤其是人们臆测的她与迪特里茜的关系，使得一直极力反对她的演艺生涯黄的家人相当难堪，因为在当时，演员根本不是什么光彩的职业。
元代李潛夫所作雜劇《灰欄記》由詹姆斯·拉沃改編英譯後，伦敦的制作人巴茲爾·迪恩找黄与当时还很年轻的劳伦斯·奥利维尔同台演出，这也是她在英国首次演出舞台劇。一位批评家描述她加州英语是“吱吱的美国佬口音”，如此的批评让黄有了在剑桥大学找语音老师辅导的想法，随后她便在那里掌握了英式英语。作曲家康斯坦特·兰伯特在看了这位女演员的电影作品后为她着了迷，不但参加了《灰欄記》首演，随后谱写了《李白的八首诗》献给她。
1929年，黄出演了她最后一部默片《唐人街繁华梦》，这是她主演的第一部英文电影。影片在英国引起了轰动。吉尔达·格雷是該片片酬最高的女演员，但《综艺》杂志评价黄的演出“光芒盖过了那个大明星”，而且“当黄在厨房后边跳舞的那一刻，他将格雷小姐的《唐人街繁华梦》给偷走了。”虽然这部电影给了黄在英国电影中最性感的角色，她仍然不能亲吻她在戏中的心上人，而原定在戏中的一幕亲吻镜头也在电影公映之前被剪了。几十年过去了，这部人们早就遗忘了的影片被英國電影協會修復。《时代》雜誌的理查德考利斯将《唐》称为黄最好的电影作品。《卫报》也报道了“这部重新被人们赏识的电影以及黄的表演，对于这位女演员名声的重建，具有相当重要的意义。”
在伦敦，黄的名字与作家兼广播业务主管的埃里克·马施威茨浪漫地联系到了一起。埃里克作了《这些傻事儿（让我想起了你）》的歌词，记叙了在他们分手后他对她强烈的思念。她於1930年拍攝了她的第一部有声电影《愛的火焰》，法語版名為《海棠》，德語版名為《墮落之路》，她以英、法、德三種语言演出。尽管她的演出——特别是对三種語言的掌握得到了肯定，但这部电影三个版本得到的却都是负面的评议。

## 个人生活
黄柳霜与卡尔·范·维克滕和法尼亚·马莉诺夫（Fania Marinoff）夫妇保持了长达40多年的友情，这些都有大量私人信件为证。这些书信反映了柳霜的魅力、幽默风趣和对生活的挚爱。她在各地广交朋友，并终生设法保持联系。由于种族和阶级的桎梏，她终身未婚。但她经历过几段较长的恋情，从中寻求到了现实世界所能允许的幸福。她把这些快乐和爱的记忆珍藏在心里，并把这些经历和感怀带入她的电影和著述中。

## 纪念

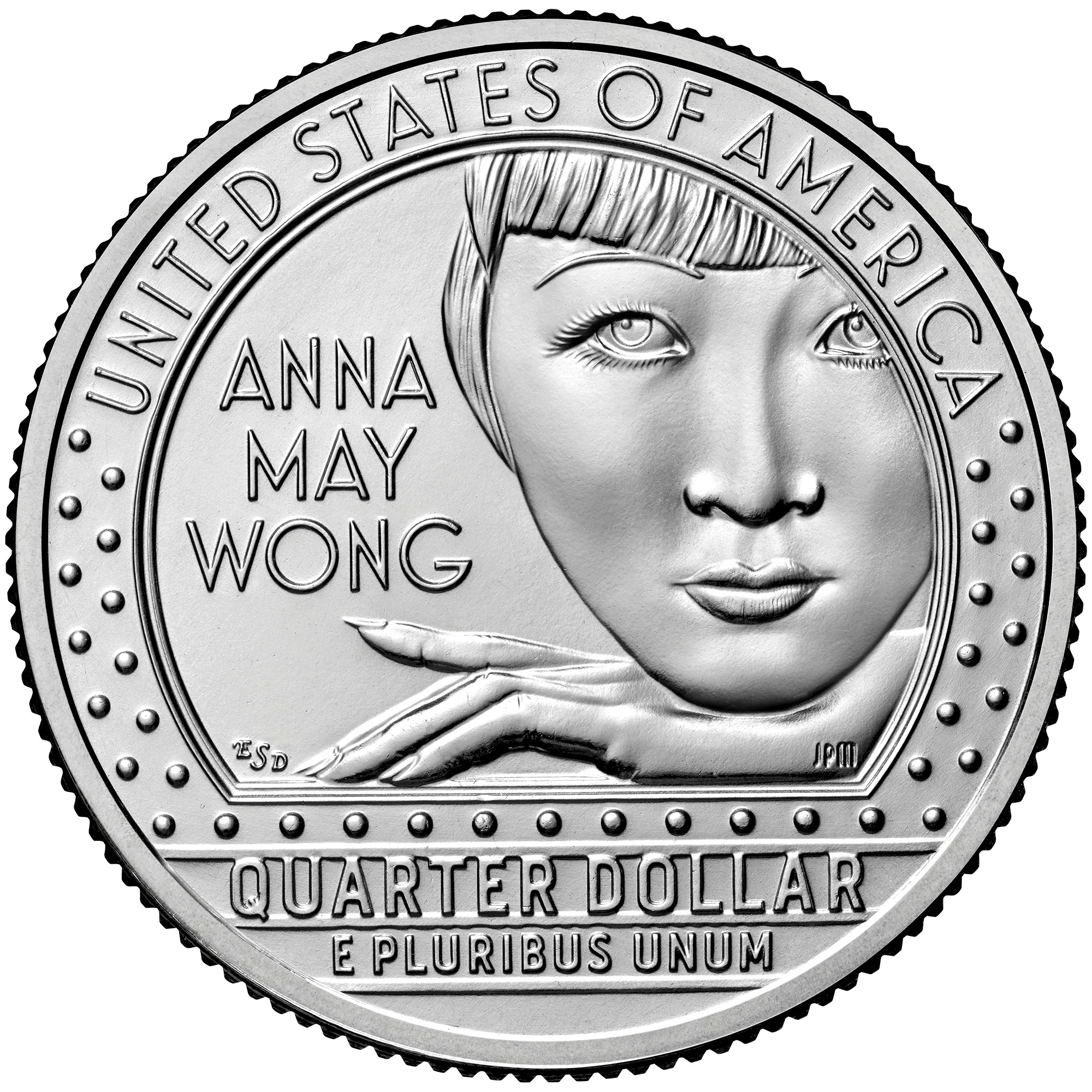
美國鑄幣局2022年鑄造的黃柳霜紀念幣，預訂費城和丹佛的印鑄廠會出貨超過3億枚。

2020年1月22日，Google 涂鸦（英語：Google Doodle）纪念黄柳霜。
2021年，被美国联邦铸币局选入杰出美国女性铸币计划。